# The New Saints Football Club
Maillots
Actualités
The New Saints Football Club (Y Seintiau Newydd en gallois, club nommé de 1997 à 2006 Total Network Solutions Football Club ou TNS, d'après le sponsor Total Networks Solutions) est un club de football du pays de Galles d'un village de moins de 1 000 habitants, Llansantffraid. Il joue actuellement dans le Championnat du pays de Galles de football.
Le club joue depuis 2003 à Oswestry, ville de 16 660 habitants, située en Angleterre à proximité de la frontière galloise.

## Histoire
- 1959 : fondation du club sous le nom de Llansantffraid FC
- 1996 : 1re participation à une Coupe d'Europe (C2) (saison 1996/97)
- 1997 : le club est renommé Total Network Solutions FC
- 2003 : absorption d'Oswestry Town (en)
- 2006 : le club est renommé The New Saints FC après l'arrêt du sponsoring de la société Total Networks Solutions.
- 2024: première qualification en coupe d'Europe ( conférence league )

## Bilan sportif

### Palmarès
| Compétitions nationales | Compétitions internationales |
| --- | ---------------------------- |
| - Championnat du pays de Galles (17) - Champion : 2000, 2005, 2006, 2007, 2010, 2012, 2013, 2014, 2015, 2016, 2017, 2018, 2019, 2022, 2023, 2024 et 2025 - Vice-champion : 2002, 2003, 2004, 2008, 2020 et 2021 - Coupe du pays de Galles (20) - Vainqueur : 1996, 2005, 2012, 2014, 2015, 2016, 2019, 2022, 2023 et 2025 - Finaliste : 2001, 2004, 2017 et 2024 - Coupe de la Ligue (11) - Vainqueur : 1995, 2006, 2009, 2010, 2011, 2015, 2016, 2017, 2018, 2024 et 2025 - Finaliste : 2013 - Scottish Challenge Cup - Finaliste : 2024 | - Néant                      |

Le palmarès des New Saints se bâtit dans les dernières années du XXe siècle, avec le gain d'une coupe de la Ligue en 1995 et d'une coupe du pays de Galles l'année suivante. Tous les autres titres sont remportés au début du XXIe siècle, avec la montée en puissance d'une équipe qui s'impose aujourd'hui comme l'une des meilleures formations galloises. Entre 2000 et 2017, les New Saints remportent 11 titres de champions du pays de Galles. Depuis 2000, l'équipe remporte chaque saison une compétition au moins, ou en termine finaliste ou dauphin au minimum. En 2015, en 2016 et en 2025, le club réalise le triplé Championnat-Coupe nationale-Coupe de la Ligue.
En revanche, sur la scène européenne, les résultats sont médiocres, quoique conformes à l'ensemble de ceux de formations galloises. À ce jour, le meilleur parcours européen des New Saints en Ligue des champions a lieu lors de la saison 2010-2011. L'équipe atteint cette année-là le troisième tour de qualification de l'épreuve.

### Bilan par saison
| Saison    | I  | II | Points | Journées | V  | N  | D  | b.p. | b.c. | Diff. |
| 2021-2022 | 1  |    | 80 pts | 32       | 25 | 5  | 2  | 86   | 26   | +60   |
| 2020-2021 | 2  |    | 77 pts | 32       | 24 | 5  | 3  | 84   | 17   | +67   |
| 2019-2020 | 2  |    | 55 pts | 26       | 16 | 8  | 2  | 47   | 19   | +28   |
| 2018-2019 | 1  |    | 74 pts | 32       | 23 | 5  | 4  | 99   | 16   | +83   |
| 2017-2018 | 1  |    | 74 pts | 32       | 23 | 5  | 4  | 83   | 32   | +51   |
| 2016-2017 | 1  |    | 85 pts | 32       | 28 | 1  | 3  | 101  | 26   | +75   |
| 2015-2016 | 1  |    | 64 pts | 32       | 18 | 10 | 4  | 72   | 24   | +45   |
| 2014-2015 | 1  |    | 77 pts | 32       | 23 | 8  | 1  | 90   | 24   | +66   |
| 2013-2014 | 1  |    | 73 pts | 32       | 22 | 7  | 3  | 86   | 20   | +66   |
| 2012-2013 | 1  |    | 76 pts | 32       | 24 | 4  | 4  | 86   | 22   | +64   |
| 2011-2012 | 1  |    | 74 pts | 32       | 23 | 5  | 4  | 75   | 31   | +44   |
| 2010-2011 | 2  |    | 68 pts | 32       | 20 | 8  | 4  | 87   | 34   | +53   |
| 2009-2010 | 1  |    | 82 pts | 34       | 25 | 7  | 2  | 69   | 13   | +56   |
| 2008-2009 | 3  |    | 71 pts | 34       | 20 | 11 | 3  | 79   | 27   | +52   |
| 2007-2008 | 2  |    | 78 pts | 34       | 25 | 3  | 6  | 85   | 30   | +55   |
| 2006-2007 | 1  |    | 76 pts | 32       | 24 | 4  | 4  | 81   | 20   | +61   |
| 2005-2006 | 1  |    | 86 pts | 34       | 27 | 5  | 2  | 87   | 17   | +70   |
| 2004-2005 | 1  |    | 78 pts | 34       | 23 | 9  | 2  | 83   | 25   | +58   |
| 2003-2004 | 2  |    | 76 pts | 32       | 24 | 4  | 4  | 77   | 28   | +49   |
| 2002-2003 | 2  |    | 80 pts | 34       | 24 | 8  | 2  | 68   | 21   | +47   |
| 2001-2002 | 2  |    | 70 pts | 34       | 21 | 7  | 6  | 65   | 33   | +32   |
| 2000-2001 | 8  |    | 54 pts | 34       | 15 | 9  | 10 | 64   | 47   | +17   |
| 1999-2000 | 1  |    | 76 pts | 34       | 24 | 4  | 6  | 69   | 37   | +32   |
| 1998-1999 | 8  |    | 0      | 0        | 0  | 0  | 0  | 0    | 0    | 0     |
| 1997-1998 | 14 |    | 0      | 0        | 0  | 0  | 0  | 0    | 0    | 0     |
| 1996-1997 | 6  |    | 0      | 0        | 0  | 0  | 0  | 0    | 0    | 0     |
| 1995-1996 | 12 |    | 0      | 0        | 0  | 0  | 0  | 0    | 0    | 0     |
| 1994-1995 | 9  |    | 0      | 0        | 0  | 0  | 0  | 0    | 0    | 0     |
| 1993-1994 | 18 |    | 0      | 0        | 0  | 0  | 0  | 0    | 0    | 0     |
| 1992-1993 |    | 1  | 0      | 0        | 0  | 0  | 0  | 0    | 0    | 0     |

Légende :
- I / II / III : division jouée
- V / N / D : victoires / matchs nuls / défaites
- b.p. / b.c. : buts pour / buts contre
- Diff : différence de buts
- Champion du pays de Galles
- Promotion dans le championnat hiérarchiquement supérieur
- Relégation dans le championnat hiérarchiquement inférieur

### Bilan européen
La première campagne européenne de TNS en Ligue des Champions remonte à la saison 2000-2001, l'équipe ayant remporté le championnat gallois quelques mois plus tôt. Contraint de jouer le match aller au Racecourse Ground, le stade du club de Wrexham, TNS affronte les Estoniens du FC Levadia Maardu, forte de plusieurs internationaux estoniens, et parvient à signer un match nul (2-2). Le match retour en Estonie voit TNS sèchement battu 0-4.
Les New Saints joueront encore la plus prestigieuse des compétitions européennes en 2005, 2006, 2007 et 2010. Le meilleur résultat a lieu lors de la saison 2010-2011 où The New Saints, qualifiés d'emblée pour le deuxième tour de qualification, éliminent le club irlandais du Bohemian FC 4-1 sur l'ensemble des deux matchs et parviennent donc au troisième tour de qualification où ils rencontrent Anderlecht. Les Belges s'imposent 3-1 à Wrexham puis 3-0 chez eux et éliminent les Gallois qui auront réussi cette saison la meilleure campagne européenne de leur histoire.
Les New Saints réitèrent la même performance durant la saison suivante, éliminant l'équipe nord-irlandaise de Cliftonville 2-1 sur l'ensemble des deux matchs, parvenant notamment à obtenir une victoire 1-0 au match retour à l'extérieur.

#### Bilan
| Compétition              | P  | M  | V  | N  | D  | BP | BC  | Diff. |
| ------------------------ | -- | -- | -- | -- | -- | -- | --- | ----- |
| Ligue des champions (C1) | 17 | 46 | 11 | 7  | 28 | 44 | 80  | -36   |
| Coupe des coupes (C2)    | 1  | 2  | 0  | 1  | 1  | 1  | 6   | -5    |
| Ligue Europa (C3)        | 12 | 28 | 3  | 5  | 20 | 21 | 69  | -48   |
| Ligue Conférence (C4)    | 5  | 20 | 6  | 4  | 10 | 29 | 25  | +4    |
| Total                    | 34 | 96 | 20 | 14 | 59 | 95 | 180 | -85   |

#### Résultats
Légende
- Victoire ou qualification pour le tour suivant
- Match nul
- Défaite ou élimination de la compétition

Note : dans les résultats ci-dessous, le score du club est toujours donné en premier
| Saison    | Compétition             | Tour              | Club                 | Domicile | Extérieur | Total             |
| --------- | ----------------------- | ----------------- | -------------------- | -------- | --------- | ----------------- |
| 1996-1997 | Coupe des coupes        | Tour préliminaire | Ruch Chorzów         | 1 - 1    | 0 - 5     | 1 - 6             |
| 2000-2001 | Ligue des champions     | Premier tour Q    | Levadia Tallinn      | 2 - 2    | 0 - 4     | 2 - 6             |
| 2001-2002 | Coupe UEFA              | Tour préliminaire | Polonia Varsovie     | 0 - 2    | 0 - 4     | 0 - 6             |
| 2002-2003 | Coupe UEFA              | Tour préliminaire | Amica Wronki         | 2 - 7    | 0 - 5     | 2 - 12            |
| 2003-2004 | Coupe UEFA              | Tour préliminaire | Manchester City      | 0 - 2    | 0 - 5     | 0 - 7             |
| 2004-2005 | Coupe UEFA              | Premier tour Q    | Östers IF            | 1 - 2    | 0 - 2     | 1 - 4             |
| 2005-2006 | Ligue des champions     | Premier tour Q    | Liverpool FC         | 0 - 3    | 0 - 3     | 0 - 6             |
| 2006-2007 | Ligue des champions     | Premier tour Q    | MyPa                 | 0 - 1    | 0 - 1     | 0 - 2             |
| 2007-2008 | Ligue des champions     | Premier tour Q    | FK Ventspils         | 3 - 2    | 1 - 2     | 4 - 4E            |
| 2008-2009 | Coupe UEFA              | Premier tour Q    | Sūduva Marijampolė   | 0 - 1    | 0 - 1     | 0 - 2             |
| 2009-2010 | Ligue Europa            | Premier tour Q    | Fram Reykjavik       | 1 - 2    | 1 - 2     | 1 - 4             |
| 2010-2011 | Ligue des champions     | Deuxième tour Q   | Bohemians FC         | 4 - 0    | 0 - 1     | 4 - 1             |
| 2010-2011 | Ligue des champions     | Troisième tour Q  | RSC Anderlecht       | 1 - 3    | 0 - 3     | 1 - 6             |
| 2010-2011 | Ligue Europa            | Barrages Q        | CSKA Sofia           | 2 - 2    | 0 - 3     | 2 - 5             |
| 2011-2012 | Ligue Europa            | Premier tour Q    | Cliftonville FC      | 1 - 1    | 1 - 0     | 2 - 1             |
| 2011-2012 | Ligue Europa            | Deuxième tour Q   | FC Midtjylland       | 1 - 3    | 2 - 5     | 3 - 8             |
| 2012-2013 | Ligue des champions     | Deuxième tour Q   | Helsingborgs IF      | 0 - 0    | 0 - 3     | 0 - 3             |
| 2013-2014 | Ligue des champions     | Deuxième tour Q   | Legia Varsovie       | 1 - 3    | 0 - 1     | 1 - 4             |
| 2014-2015 | Ligue des champions     | Deuxième tour Q   | Slovan Bratislava    | 0 - 2    | 0 - 1     | 0 - 3             |
| 2015-2016 | Ligue des champions     | Premier tour Q    | B36 Tórshavn         | 4 - 1    | 2 - 1     | 6 - 2             |
| 2015-2016 | Ligue des champions     | Deuxième tour Q   | Videoton FC          | 0 - 1    | 1 - 1     | 1 - 2             |
| 2016-2017 | Ligue des champions     | Premier tour Q    | SP Tre Penne         | 2 - 1    | 3 - 0     | 5 - 1             |
| 2016-2017 | Ligue des champions     | Deuxième tour Q   | APOEL Nicosie        | 0 - 0    | 0 - 3     | 0 - 3             |
| 2017-2018 | Ligue des champions     | Premier tour Q    | Europa FC            | 1 - 2    | 3 - 1     | 4 - 3             |
| 2017-2018 | Ligue des champions     | Deuxième tour Q   | HNK Rijeka           | 1 - 5    | 0 - 2     | 1 - 7             |
| 2018-2019 | Ligue des champions     | Premier tour Q    | KF Shkëndija         | 4 - 0    | 0 - 5     | 4 - 5             |
| 2018-2019 | Ligue Europa            | Deuxième tour Q   | Lincoln Red Imps     | 2 - 1    | 1 - 1     | 3 - 2             |
| 2018-2019 | Ligue Europa            | Troisième tour Q  | FC Midtjylland       | 0 - 2    | 1 - 3     | 1 - 5             |
| 2019-2020 | Ligue des champions     | Premier tour Q    | KF Feronikeli        | 2 - 2    | 1 - 0     | 3 - 2             |
| 2019-2020 | Ligue des champions     | Deuxième tour Q   | FC Copenhague        | 0 - 2    | 0 - 1     | 0 - 3             |
| 2019-2020 | Ligue Europa            | Troisième tour Q  | Ludogorets Razgrad   | 0 - 4    | 0 - 5     | 0 - 9             |
| 2020-2021 | Ligue Europa            | Premier tour Q    | MŠK Žilina           | 3 - 1 ap | N/A       | 3 - 1             |
| 2020-2021 | Ligue Europa            | Deuxième tour Q   | B36 Tórshavn         | N/A      | 2 - 2 ap  | 2 - 2 (4 - 5 tab) |
| 2021-2022 | Ligue Europa Conférence | Premier tour Q    | Glentoran FC         | 2 - 0    | 1 - 1     | 3 - 1             |
| 2021-2022 | Ligue Europa Conférence | Deuxième tour Q   | Kauno Žalgiris       | 5 - 1    | 5 - 0     | 10 - 1            |
| 2021-2022 | Ligue Europa Conférence | Troisième tour Q  | Viktoria Plzeň       | 4 - 2    | 1 - 3 ap  | 5 - 5 (1 - 4 tab) |
| 2022-2023 | Ligue des champions     | Premier tour Q    | Linfield FC          | 1 - 0    | 0 - 2 ap  | 1 - 2             |
| 2022-2023 | Ligue Europa Conférence | Deuxième tour Q   | Víkingur Reykjavik   | 0 - 0    | 0 - 2     | 0 - 2             |
| 2023-2024 | Ligue des champions     | Premier tour Q    | BK Häcken            | 0 - 2    | 1 - 3     | 1 - 5             |
| 2023-2024 | Ligue Europa Conférence | Deuxième tour Q   | Swift Hesperange     | 1 - 1    | 2 - 3     | 3 - 4             |
| 2024-2025 | Ligue des champions     | Premier tour Q    | Dečić Tuzi           | 3 - 0    | 1 - 1     | 4 - 1             |
| 2024-2025 | Ligue des champions     | Deuxième tour Q   | Ferencváros TC       | 1 - 2    | 0 - 5     | 1 - 7             |
| 2024-2025 | Ligue Europa            | Troisième tour Q  | CS Petrocub Hîncești | 0 - 0    | 0 - 1     | 0 - 1             |
| 2024-2025 | Ligue Conférence        | Barrages Q        | FK Panevėžys         | 0 - 0    | 3 - 0     | 3 - 0             |
| 2024-2025 | Ligue Conférence        | Phase de ligue    | ACF Fiorentina       | N/A      | 0 - 2     | 32e               |
| 2024-2025 | Ligue Conférence        | Phase de ligue    | FK Astana            | 2 - 0    | N/A       | 32e               |
| 2024-2025 | Ligue Conférence        | Phase de ligue    | Shamrock Rovers      | N/A      | 1 - 2     | 32e               |
| 2024-2025 | Ligue Conférence        | Phase de ligue    | Djurgårdens IF       | 0 - 1    | N/A       | 32e               |
| 2024-2025 | Ligue Conférence        | Phase de ligue    | Panathinaïkós        | 0 - 2    | N/A       | 32e               |
| 2024-2025 | Ligue Conférence        | Phase de ligue    | NK Celje             | N/A      | 2 - 3     | 32e               |
| 2025-2026 | Ligue des champions     | Premier tour Q    | FK Shkëndija         | 0 - 0    | 1 - 2 ap  | 1 - 2             |
| 2025-2026 | Ligue Conférence        | Deuxième tour Q   | FC Differdange 03    | 0 - 1    | 0 - 1     | 0 - 2             |

## Joueurs et personnages du club

### Joueurs emblématiques
| \| Joueurs de TNS les plus capés en championnat \| Joueurs de TNS les plus capés en championnat \| Joueurs de TNS les plus capés en championnat \| \| Joueurs \| Matchs \| Période \| \| -------------------------------------------- \| -------------------------------------------- \| -------------------------------------------- \| \| Scott Ruscoe \| 326 \| 2001-2016 \| \| Tommy Holmes \| 280 \| 2000-2011 \| \| John Toner \| 264 \| 1999-2009 \| \| John Leah \| 237 \| 1996-2009 \| \| Andy Mulliner \| 213 \| 1993-1999 \| |        |           |
| |        |           |
| Source : Welsh-Premier (au 26 mai 2011). |        |           |
| Joueurs de TNS les plus capés en championnat |        |           |
| Joueurs | Matchs | Période   |
| Scott Ruscoe | 326    | 2001-2016 |
| Tommy Holmes | 280    | 2000-2011 |
| John Toner | 264    | 1999-2009 |
| John Leah | 237    | 1996-2009 |
| Andy Mulliner | 213    | 1993-1999 |

Même si l'histoire des New Saints est relativement récente (environ 40 années), plusieurs joueurs s'y sont distingués et ont donné au club ses lettres de noblesse. Parmi les joueurs aujourd'hui membres de l'effectif ou y ayant récemment appartenu, deux ont marqué l'histoire des New Saints : Scott Ruscoe et Tommy Holmes. Le premier, arrivé du club de Chester City en janvier 2002, est à ce jour le détenteur du titre de joueur le plus capé du club, avec environ 300 matchs joués. Élu meilleur joueur de Welsh Premier League lors de la saison 2004-2005, meilleur joueur du club en 2007-2008, il est un des piliers de l'équipe aujourd'hui. Tommy Holmes le suit de près en ce qui concerne le nombre de matchs joués. Arrivé au club en 2000, il a collecté plusieurs titres de champion du pays de Galles avec les verts et blancs. Gary Evans figure aussi parmi les légendes du club, après être resté sous les couleurs de TNS entre 1994 et 2000 et avoir joué plus de 200 matchs.
L'histoire des New Saints a aussi été marquée par de grands buteurs. Deux émergent particulièrement : Marc Lloyd-Williams (2004-2006) et John Toner (2000-2009). Si Toner est le joueur ayant inscrit le plus de buts pour les New Saints, avec 112 réalisations en 181 matchs de championnat, Lloyd-Williams est celui qui possède le meilleur ratio de buts marqués : 60 buts en 67 matchs. Ken McKenna fait aussi partie des grands buteurs du club. Joueur-entraîneur, il inscrit 20 buts en 28 matchs.
Une autre figure emblématique des New Saints est le gardien Andy Mulliner qui a été international espoir gallois. Entre le 8 août 1995 et le 18 octobre 1997, il joue 117 matchs à Llansantffraid.
- Simon Davies

### Entraîneurs du club[7]
Après avoir été joueur du championnat gallois avec notamment l'UWIC, l'actuel entraîneur des New Saints, Mike Davies, est à la tête de l'équipe depuis le début de la saison 2010-2011 à l'issue de laquelle il remporte la Coupe de la Ligue du pays de Galles.
| Nom           | Période   |
| ------------- | --------- |
| Graham Breeze | 1992-1994 |
| Ian Clarke    | 1994-1996 |
| Graham Breeze | 1996-1997 |

| Nom         | Période   |
| ----------- | --------- |
| Tony Henry  | 1997-1998 |
| Andy Cale   | 1998-2000 |
| Ken McKenna | 2000-2008 |

| Nom            | Période   |
| -------------- | --------- |
| Andy Cale      | 2008-2010 |
| Mike Davies    | 2010-2011 |
| Craig Harrison | 2011-     |

## Structures du club

### Stade

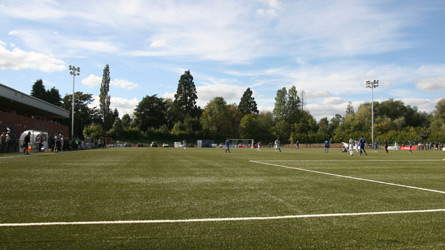
Le Park Hall d'Oswestry.

Le club des New Saints joue ses matchs à domicile au stade de Park Hall, dans la ville d'Oswestry, depuis le 1er septembre 2007. Situé dans un cadre boisé, ce stade, situé sur le Burma Road, à environ un kilomètre et demi du centre-ville, peut accueillir 2 000 spectateurs et compte 1 000 places assises. Le record de spectateurs s'y étant rendu remonte au 23 janvier 2005, date à laquelle 1 042 personnes ont assisté à la rencontre The New Saints-Rhyl. Un grand parking à l'entrée permet d'accueillir les véhicules. La station ferroviaire la plus proche, Gobowen, se situe à 3 kilomètres.
Lors de la saison 2010-2011, le tarif d'entrée était de 7 £ pour les adultes et 3,50 £ pour les tarifs réduits (enfants, handicapés).
Le stade abrite aujourd'hui un complexe de loisirs, nommé The Venue, qui comprend notamment des pistes de bowling, financé pour 445 000 £ par l'aide de la Football Foundation de Grande-Bretagne. Il est aujourd'hui classé 2 étoiles par la FIFA.

## Couleurs et blason

Llansantffraid FC(jusqu'en 1996)
Total Network Solutions Llansantffraid(1996-1997)
Total Network Solutions(1997-2006)
The New Saints(depuis 2006)

## Équipe féminine
L'équipe féminine des New Saints remporte la Coupe de la Ligue du pays de Galles féminine de football en 2025, s'imposant en finale contre le Swansea City Ladies Football Club.